# Джон Моріс Кларк
Джон Моріс Кларк (англ. John Maurice Clark; 30 листопада 1884, Нортгемптон — 27 червня 1963, Вестпорт) — американський економіст, доктор філософії, досліджував ефект акселератора.

## Біографія
Джон Моріс Кларк народився 30 листопада 1884 року в Нортгемптоні, штат Массачусетс, США. Його батьком був Джон Бейтс Кларк (John Bates Clark, 1847—1938), теж відомий американський економіст, президент Американської економічної асоціації та професор Колумбійського Університету. Син поділяв точку зору батька про важливість етичних і політичних питань при проведенні економічних досліджень. Батько і син працювали разом над переробленим і виправленим виданням книги Джона Бейтса Кларка «Контроль над трастами». Робота над цією темою буде продовжена Джоном Морісом Кларком в його книзі «Соціальний контроль над бізнесом».
Кларк був викладачем в Колорадському коледжі з 1908 по 1910 рік і в Емгерст-коледжі з 1910 по 1915 рік. З 1915 по 1926 працював на факультеті політичної економії в Чиказькому університеті. У 1926—1957 роках був професором кафедри економіки Колумбійського університету замість батька. У 1934—1954 роках співпрацював з низкою урядових установ США. Вчений помер 27 червня 1963 року в Вестпорті, штат Коннектикут.

## Внесок у науку
Кларк активний прихильник державного регулювання економіки в галузі антикризових заходів. Один з основоположників теорії олігополії. Брав участь у розробці теорії дифузії вигод, по якій результати економічного прогресу розподіляються рівномірно між усіма класами суспільства.
Кларк критикував концепцію досконалої конкуренції в зв'язку з нереалістичністю і запропонував концепцію дієвої конкуренції, при якій можливе досягнення прийнятного рівня суспільного добробуту може стати орієнтиром для проведення державної політики щодо стимулювання конкуренції.
Кларк уперше вказав на велику роль інформаційних витрат і витрат на прийняття рішень. Для оптимального рішення приймаються витрати, пов'язані зі збором та обробкою інформації, де вигоди від цієї інформації заздалегідь не визначені.
Кларк уперше ввів поняття накладних витрат, які не можуть бути віднесені до певного центру витрат підприємства, вони не пов'язані безпосередньо з виробничим процесом. Кларк вказує, що вони є наслідком великих інвестицій в основний капітал. Накладні витрати покриваються за рахунок цін, а значить відсутній зв'язок ціноутворення з принципом урівнювання граничних витрат і виручки.
Кларк при дослідженні ділових циклів виділяє безліч причин циклів і в опублікованій в 1917 році статті «Ділова акселерація і закон попиту; технічний фактор в економічних циклах» знову відкриває ефект акселератора як феномена, що підсилює циклічні коливання економічної активності. Кларк висунув ідею необхідності державного регулювання циклів. Він першим в історії економічного аналізу висунув ідею вбудованих (автоматичних) стабілізаторів, яким повинна бути податкова система.

## Праці
Впродовж усієї своєї кар'єри Кларк цікавився динамікою ринкової економіки.
У своїй ранній роботі «Дослідження в області економіки накладних витрат» (1923) Кларк розробив свій варіант моделі механізму прискорення, згідно з яким інвестиційний попит може коливатися в широких межах, коли коливається споживчий попит. Кларк також досліджував взаємозв'язок між розміром фірми та виробничими витратами, демонструючи, яким чином фірми з високими фіксованими витратами можуть значно знизити середню собівартість продукції за рахунок збільшення випуску, пояснюючи тим самим ціновий важіль, яким володіють гігантські фірми з капіталомісткими виробництвами. Робота показала виняткову важливість точної інформації про витрати для тих, хто прагне до ефективного регулювання монополістичних або олігопольних фірм.
Наступна опублікована робота Кларка, «Соціальний контроль бізнесу» (1926), продовжила тему національного економічного управління, деталізуючи інституційні, економічні та правові чинники, що обмежують соціальний контроль над монопольною поведінкою. Кларк стверджував, що бухгалтерський облік забезпечує істотний механізм для моніторингу поведінки економічно могутніх фірм, щоб забезпечити їхню роботу в межах, встановлених законодавством.
У своїй книзі «Витрати на світову війну американському народу» (1931) Кларк уперше торкнувся концепції економічного мультиплікатора, ідеї про те, що «всі витрати призводять до наступних ефектів доходу і що їх сукупна сума завжди може бути виражена у вигляді кратного первісній виплаті». У цій роботі Кларк розвинув ідею мультиплікативних ефектів для зовнішньої торгівлі і капіталовкладень, розвиваючи цю тезу про те, що фактична вартість Першої світової війни для американського народу істотно перевищила суму номінальних витрат уряду на війну.
Кларк детально зупинився на розгляді ефекту мультиплікатора в громадському плануванні у своїй книзі «Економіка планування громадських робіт» (1935). Оскільки Америка загрузла у Великій депресії і слабких продажах книг, Кларк не зміг знайти комерційного або академічного видавця для цієї роботи. Національна рада з планування уряду США в кінцевому підсумку опублікував працю в друкарні уряду США. З тих пір ця праця вважається класикою в своїй області.

## Нагороди
- 1935 — президент Американської економічної асоціації.
- 1952 — медаль Френсіса Уокера.